# Herbert Mundin
Herbert Thomas Mundin (* 21. August 1897 in St. Helens, England; † 5. März 1939 in Van Nuys, Kalifornien) war ein britischer Schauspieler.

## Leben
Herbert Mundin wurde als Sohn des Primitive-Missionars William Mundin (1847–1924) und seiner Ehefrau Jane Lewis (1861-nach 1939) in der englischen Stadt St. Helens geboren. Später zog die Familie nach St Albans weiter, wo Herbert die St Albans School besuchte. Er war weitläufig verwandt mit dem späteren Tontechniker George Groves. Seinen Einsatz im Ersten Weltkrieg absolvierte er zwischen 1916 und 1918 bei der Royal Navy. Dort entdeckte Mundin sein komödiantisches Talent und war als Truppenunterhalter tätig. Nach seinem Kriegseinsatz begann er als Schauspieler zu arbeiten, war aber auch für einige Monate als Telefoninstallateur tätig. Er konnte sich schnell als Komödienschauspieler auf den Londoner Bühnen etablieren und erhielt gute Kritiken für seine Auftritte. 1925 trat Mundin für ein Bühnenstück erstmals in den USA am Broadway auf, wo er unter anderem mit Gertrude Lawrence und Jessie Matthews spielte. Gegen Ende des Jahrzehnts hielt er sich in Australien auf.
Wie auch viele andere Theaterschauspieler gelangte Mundin nach dem Beginn der Tonfilmzeit nach Hollywood. Seinen ersten Auftritt hatte er im Kurzfilm Ashes. In den nächsten Jahren hatte er größere Auftritte in einigen Kurzfilmen sowie kleinere Nebenrollen in größeren Filmen. Seinen Durchbruch erreichte er mit einer tragenden Nebenrolle im oscarprämierten Drama Kavalkade (1933), in dem Mundin einen Butler verkörpert, der seine eigene Kneipe eröffnet, sich aber zusehends seinem Alkohol zuneigt und schließlich stirbt. In diesem Film spielte Mundin erstmals den Ehemann von Una O’Connor, mit der er in einigen weiteren ein zumeist komisches Liebespaar bildete, wie auch 1938 in einer seiner bekanntesten Rollen als Robins treuer Gefolgsmann Much in Robin Hood – König der Vagabunden. Mundin spielte bis zu seinem Tod in rund 60 Filmen meist gutmütige, aber ziemlich verschrobene Charaktere, die wesentlich älter als er selbst waren. Oftmals verlieh er ernsteren Filmen als Comic Relief die komische Note. Er verkörperte ebenfalls den trotteligen Matrosen Smith im Abenteuerfilm Meuterei auf der Bounty (1935) an der Seite von Clark Gable und Charles Laughton. Im selben Jahr bekam er eine kleine Nebenrolle in der starbesetzten Dickens-Verfilmung David Copperfield, in der er den phlegmatischen Kutscher Barkis darstellte.
1921 heiratete er Hilda Frances Hoyes in Brentford. Die Ehe wurde schon nach kurzer Zeit geschieden und blieb kinderlos. In zweiter Ehe war Mundin von 1925 bis zum Jahre 1934 mit der Schauspielerin Ann Shaw verheiratet. Sie hatten eine Tochter. Im März 1939 war der 41-jährige Mundin mit Freunden auf dem Weg zu einem Abendessen, als das Auto auf einer Straßenkreuzung mit einem anderen Wagen kollidierte und Mundin aus dem Fahrzeug rollte. Er verstarb kurz darauf im Krankenhaus. Herbert Mundin liegt begraben im Inglewood Park Cemetery in Inglewood.

## Filmografie (Auswahl)
- 1930: Enter the Queen (Kurzfilm)
- 1931: East Lynne on the Western Front
- 1932: Chandu the Magician
- 1932: Schönste, liebe mich (Love Me Tonight)
- 1932: Reise ohne Wiederkehr (One Way Passage)
- 1932: Sherlock Holmes
- 1933: Kavalkade (Cavalcade)
- 1933: It’s Great to be Alive
- 1933: Die Legion des Todes (The Devil’s in Love)
- 1933: Shanghai Madness
- 1934: Orient Express
- 1934: Alles Schwindel! (Bottoms Up)
- 1934: Springtime for Henry
- 1935: David Copperfield
- 1935: Meuterei auf der Bounty (Mutiny on the Bounty)
- 1935: Charlie Chans Geheimnis (Charlie Chan’s Secret)
- 1935: The Widow from Monte Carlo
- 1936: King of Burlesque
- 1936: Die Botschaft an Garcia (A Message to Garcia)
- 1936: Unter zwei Flaggen (Under Two Flags)
- 1936: Tarzans Rache (Tarzan Escapes!)
- 1937: Another Dawn
- 1937: Engel (Angel)
- 1938: Robin Hood – König der Vagabunden (The Adventures of Robin Hood)
- 1938: Lord Jeff
- 1939: Society Lawyer